# Já hlína jsem
Já hlína jsem (v originále I Am the Clay) je krátký román amerického spisovatele Chaima Potoka z roku 1992. V češtině ho vydalo nakladatelství Argo v roce 2004.
Příběh je založen na autorových zážitcích, když dělal kněze za války v Koreji, a odlišuje se od jeho ostatních knih, které jsou protknuté židovskou tematikou.